# 長吻角魴鮄
長吻角魴鮄（学名：[Pterygotrigla macrorhynchus] 错误：{{Lang}}：文本有斜体标记（帮助））又稱長吻棘角魚為輻鰭魚綱鮋形目角魚科的其中一種。

## 分布
本魚分布於日本以南、台灣、菲律賓、澳洲西部與東部、馬達加斯加周圍、莫三比克海峽與安達曼海。

## 深度
水深20至80公尺。

## 特徵
吻突細長且尖銳，後頸棘堅硬，盾甲棘及鰓蓋棘較短；體被圓鱗；側線鱗約59至62枚。第一背鰭的邊緣有黑斑；胸鰭上有三個深色條紋，胸鰭內側為黃褐色。體長約20至30公分。

## 生態
本魚匍匐移動於海底，以胸鰭下的游離鰭深入砂中尋找食物。

## 經濟利用
食用魚，以油炸、煮湯食用。